# Parigi-Camembert 1969
La Parigi-Camembert 1969, trentesima edizione della corsa, si svolse l'8 aprile 1969. Fu vinta dal francese Raymond Riotte.

## Ordine d'arrivo (Top 10)
| Pos. | Corridore         | Squadra                   | Tempo |
| ---- | ----------------- | ------------------------- | ----- |
| 1    | Raymond Riotte    | Mercier-Hutchinson-BP     |       |
| 2    | Georges Chappe    | Mercier-Hutchinson-BP     |       |
| 3    | Michel Périn      | Mercier-Hutchinson-BP     |       |
| 4    | Maurice Izier     | Frimatic-Viva-De Gribaldy |       |
| 5    | Jiří Daler        | Frimatic-Viva-De Gribaldy |       |
| 6    | Alain Vasseur     | Bic                       |       |
| 7    | Jean-Pierre Genet | Mercier-Hutchinson-BP     |       |
| 8    | Andre Zimmermann  | Sonolor-Lejeune           |       |
| 9    | Jean-Paul Paris   | Frimatic-Viva-De Gribaldy |       |
| 10   | Jean Jourden      | Frimatic-Viva-De Gribaldy |       |